# Liste der Kulturdenkmäler in Bad Nauheim
Die folgende Liste enthält die in der Denkmaltopographie ausgewiesenen Kulturdenkmäler auf dem Gebiet  der  Stadt Bad Nauheim, Wetteraukreis, Hessen.
Hinweis: Die Reihenfolge der Denkmäler in dieser Liste orientiert sich zunächst an Stadtteilen und anschließend der Anschrift, alternativ ist sie auch nach der Bezeichnung, der vom Landesamt für Denkmalpflege vergebenen Nummer oder der Bauzeit sortierbar.
Kulturdenkmäler werden fortlaufend im Denkmalverzeichnis des Landes Hessen durch das Landesamt für Denkmalpflege Hessen auf Basis des Hessischen Denkmalschutzgesetzes (HDSchG) geführt. Die Schutzwürdigkeit eines Kulturdenkmals hängt nicht von der Eintragung in das Denkmalverzeichnis des Landes Hessen oder der Veröffentlichung in der Denkmaltopographie ab.

## Bad Nauheim

### A
| Bild           | Bezeichnung                                 | Lage                                                     | Beschreibung                                              | Bauzeit                                                | Objekt-Nr. |
| -------------- | ------------------------------------------- | -------------------------------------------------------- | --------------------------------------------------------- | ------------------------------------------------------ | ---------- |
| weitere Bilder | Schuckhardbrunnen und Verkaufspavillons     | Alicenplatz 8 und 9 LageFlur: 1, Flurstück: 799/1        | Die Konzeption des Alicenplatzes stammt von Karl Hofmann. | 1908                                                   | 3914 DDB   |
| weitere Bilder |                                             | Alicenstraße 13 und 15 LageFlur: 1, Flurstück: 445       |                                                           | 1908                                                   | 3915 DDB   |
| weitere Bilder |                                             | Alicenstraße 19 LageFlur: 1, Flurstück: 443              |                                                           | 1908                                                   | 3916 DDB   |
| weitere Bilder | Ehem. Saline                                | Am Goldstein 1 LageFlur: 3, Flurstück: 10/1              |                                                           | 1911                                                   | 3917 DDB   |
| weitere Bilder | Dampfwaschanstalt                           | Am Goldstein 4 LageFlur: 3, Flurstück: 11/3              |                                                           | 1908                                                   | 3919 DDB   |
| weitere Bilder | Maschinenzentrale                           | Am Goldstein 5 LageFlur: 3, Flurstück: 12/1              |                                                           | 1905/1906                                              | 3920 DDB   |
| weitere Bilder | Wasserwerk mit Aussichtsturm und Parkanlage | Am Goldstein LageFlur: 4, Flurstück: 83/12               |                                                           | 1907                                                   | 3921 DDB   |
| weitere Bilder |                                             | Apfelstraße 1 LageFlur: 1, Flurstück: 273                |                                                           | Anfang des 18. Jahrhunderts                            | 3923 DDB   |
| weitere Bilder |                                             | Apfelstraße 4 LageFlur: 1, Flurstück: 227                |                                                           | um 1700                                                | 3925 DDB   |
| weitere Bilder |                                             | Apfelstraße 22 LageFlur: 1, Flurstück: 220               |                                                           | 18. Jahrhundert (Kern) / 19. Jahrhundert (Erweiterung) | 3927 DDB   |
| weitere Bilder |                                             | Auguste-Viktoria-Straße 3 LageFlur: 7, Flurstück: 61/1   |                                                           | um 1900                                                | 3929 DDB   |
| weitere Bilder | Johanniskirche, ehem. Englische Kapelle     | Auguste-Viktoria-Straße 14 LageFlur: 1, Flurstück: 716/1 |                                                           | 1898/1899                                              | 3931 DDB   |

### B
| Bild           | Bezeichnung          | Lage                                                    | Beschreibung | Bauzeit | Objekt-Nr. |
| -------------- | -------------------- | ------------------------------------------------------- | ------------ | --- | ---------- |
| weitere Bilder |                      | Bahnhofsallee 7 LageFlur: 2, Flurstück: 326             |              | | 710555 DDB |
| weitere Bilder | Bahnhof              | Bahnhofsallee 12 LageFlur: 2, Flurstück: 359/11         |              | 1913 | 3933 DDB   |
| weitere Bilder |                      | Bornstraße 3a LageFlur: 1, Flurstück: 318/2             |              | 17. Jahrhundert                                                                                               | 3935 DDB   |
| weitere Bilder |                      | Bornstraße 14 LageFlur: 1, Flurstück: 301               |              | 18. Jahrhundert                                                                                               | 3937 DDB   |
| weitere Bilder |                      | Burgallee 1 LageFlur: 1, Flurstück: 562                 |              | 1893 | 3939 DDB   |
| weitere Bilder | Burgscheune          | Burgpforte 3 LageFlur: 1, Flurstück: 298, 299 und 12    |              | 18. Jahrhundert                                                                                               | 3941 DDB   |
| weitere Bilder |                      | Burgpforte 4 LageFlur: 1, Flurstück: 297, 299 und 296/2 |              | 18. Jahrhundert                                                                                               | 3943 DDB   |
| weitere Bilder |                      | Burgstraße 1 LageFlur: 1, Flurstück: 290                |              | 18. Jahrhundert                                                                                               | 3947 DDB   |
| weitere Bilder | Gasthaus 'Zur Krone' | Burgstraße 9 LageFlur: 1, Flurstück: 294                |              | 1661 | 3949 DDB   |
| weitere Bilder |                      | Burgstraße 10 LageFlur: 1, Flurstück: 286               |              | um 1700 | 3951 DDB   |
| weitere Bilder |                      | Burgstraße 14 LageFlur: 1, Flurstück: 284               |              | um 1700 | 3953 DDB   |
| weitere Bilder |                      | Burgstraße 20-24 LageFlur: 1, Flurstück: 15, 14 und 13  |              | 13. Jahrhundert (Reste in den Grundmauern) / 1542 (Wappenstein) / 1722/23 (Kern) / 1911 (Erker Nord-Ost-Ecke) | 3955 DDB   |
| weitere Bilder | Ehem. Amtsgericht    | Burgstraße 26 LageFlur: 1, Flurstück: 38                |              | 1847 | 3957 DDB   |

### C
| Bild           | Bezeichnung         | Lage                                         | Beschreibung | Bauzeit | Objekt-Nr. |
| -------------- | ------------------- | -------------------------------------------- | ------------ | ------- | ---------- |
| weitere Bilder | Hochwaldkrankenhaus | Chaumont-Platz 1 LageFlur: 9, Flurstück: 947 |              | 1928    | 4028 DDB   |

### E
| Bild           | Bezeichnung                                                                    | Lage                                                   | Beschreibung | Bauzeit   | Objekt-Nr. |
| -------------- | ------------------------------------------------------------------------------ | ------------------------------------------------------ | ------------ | --------- | ---------- |
| weitere Bilder | Trinkkuranlage                                                                 | Ernst-Ludwig-Ring 1 LageFlur: 2, Flurstück: 84         |              | 1910–1911 | 3961 DDB   |
| weitere Bilder | Ehemaliges Grand Hotel                                                         | Ernst-Ludwig-Ring 2 LageFlur: 2, Flurstück: 380        |              | 1912      | 3963 DDB   |
| weitere Bilder | Postamt                                                                        | Ernst-Ludwig-Ring 4 LageFlur: 10, Flurstück: 379       |              | 1902–1904 | 3965 DDB   |
| weitere Bilder | Stadtschule                                                                    | Ernst-Ludwig-Ring 18 LageFlur: 10, Flurstück: 336      |              | 1902      | 3967 DDB   |
| weitere Bilder | Usabrücke                                                                      | Ernst-Ludwig-Ring o. Nr. LageFlur: 2, Flurstück: 395/1 |              | 1902/1903 | 3959 DDB   |
| weitere Bilder | Gedenkstätte für die Toten Bad Nauheims im Deutsch-Französischen Krieg 1870/71 | Ernst-Ludwig-Ring o. Nr. LageFlur: 10, Flurstück: 335  |              | 1872      | 3969 DDB   |

### F
| Bild           | Bezeichnung                                  | Lage                                                 | Beschreibung | Bauzeit                     | Objekt-Nr. |
| -------------- | -------------------------------------------- | ---------------------------------------------------- | ------------ | --------------------------- | ---------- |
| weitere Bilder |                                              | Frankfurter Straße 60 LageFlur: 6, Flurstück: 114    |              | Anfang des 20. Jahrhunderts | 3973 DDB   |
| weitere Bilder | Ehem. Jüdisches Kinderheim                   | Frankfurter Straße 103 LageFlur: 6, Flurstück: 70/1  |              | 1898                        | 3975 DDB   |
| weitere Bilder |                                              | Franz-Groedel-Straße 1 LageFlur: 1, Flurstück: 729   |              | 1898                        | 3977 DDB   |
| weitere Bilder |                                              | Franz-Groedel-Straße 5 LageFlur: 1, Flurstück: 727   |              | 1898                        | 3979 DDB   |
| weitere Bilder | Verwaltungsgebäude des städtischen Gaswerkes | Friedberger Straße 10 LageFlur: 10, Flurstück: 162/1 |              | 1898                        | 3981 DDB   |
| weitere Bilder | 'Löwenapotheke'                              | Friedrichstraße 1 LageFlur: 1, Flurstück: 2/1        |              | 1910                        | 3983 DDB   |
| weitere Bilder | Rathaus                                      | Friedrichstraße 3 LageFlur: 1, Flurstück: 1          |              | 1869                        | 3985 DDB   |
| weitere Bilder |                                              | Friedrichstraße 11 LageFlur: 1, Flurstück: 320       |              | 18. Jahrhundert             | 3987 DDB   |

### G
| Bild                                  | Bezeichnung                                  | Lage                                                                        | Beschreibung | Bauzeit                                                                | Objekt-Nr. |
| ------------------------------------- | -------------------------------------------- | --------------------------------------------------------------------------- | ------------ | ---------------------------------------------------------------------- | ---------- |
| weitere Bilder                        |                                              | Gabelsbergerstraße 24 LageFlur: 9, Flurstück: 361/3                         |              | Anfang der 1960er Jahre                                                | 3989 DDB   |
| weitere Bilder                        | Gesamtanlage Kurpark                         | Gesamtanlage Lage                                                           |              |                                                                        | 3890 DDB   |
| Bild gesucht BW                       | Gesamtanlage Burgareal                       | Gesamtanlage Lage                                                           |              |                                                                        | 3898 DDB   |
| weitere Bilder                        | Gesamtanlage Parkstraße, nördliche Kurstraße | Gesamtanlage Lage                                                           |              |                                                                        | 3900 DDB   |
| weitere Bilder                        | Gesamtanlage Kurpark mit Gärtnerei           | Gesamtanlage Lage                                                           |              |                                                                        | 3901 DDB   |
| Bild gesucht BW                       | Gesamtanlage Villengebiet                    | Gesamtanlage Lage                                                           |              |                                                                        | 3903 DDB   |
| Gesamtanlage südliche Ortserweiterung | Gesamtanlage südliche Ortserweiterung        | Gesamtanlage Lage                                                           |              |                                                                        | 3905 DDB   |
| Bild gesucht BW                       | Gesamtanlage Gebiet Burgallee                | Gesamtanlage Lage                                                           |              |                                                                        | 3907 DDB   |
| Gesamtanlage Waldanlagen              | Gesamtanlage Waldanlagen                     | Gesamtanlage Lage                                                           |              |                                                                        | 3909 DDB   |
| weitere Bilder                        | Gesamtanlage Am Goldstein                    | Gesamtanlage Lage                                                           |              |                                                                        | 3911 DDB   |
| weitere Bilder                        | Golfclubhaus                                 | Golfclubhaus Bad Nauheim Gemarkung Nieder-Mörlen LageFlur: 4, Flurstück: 79 |              | 1904                                                                   | 3991 DDB   |
| weitere Bilder                        | Gradierwerke                                 | Gradierwerke LageFlur: 10, 2, Flurstück: Flur 10: 515/4 und 399/2           |              | 16. Jahrhundert (Anlage) / um 1747 (Windmühlenturm an der Langen Wand) | 3993 DDB   |
| Bild gesucht BW                       | gründerzeitliche Villa                       | Gustav-Kayser-Straße 10 LageFlur: 1, Flurstück: 52                          |              | 1896                                                                   | 646375 DDB |
| weitere Bilder                        | Einfamilienhaus                              | Gustav-Kayser-Straße 12 LageFlur: 1, Flurstück: 53                          |              | 1910                                                                   | 3995 DDB   |
| weitere Bilder                        | Wohnhaus                                     | Gustav-Kayser-Straße 21 LageFlur: 1, Flurstück: 630/1                       |              | 1906                                                                   | 3997 DDB   |
| weitere Bilder                        | Wohnhaus                                     | Gustav-Kayser-Straße 23 LageFlur: 1, Flurstück: 631                         |              | 1909                                                                   | 3999 DDB   |
| weitere Bilder                        | Villa                                        | Gustav-Kayser-Straße 29 LageFlur: 1, Flurstück: 633/1                       |              | 1896                                                                   | 4001 DDB   |
| weitere Bilder                        | Treppenwege                                  | Gustav-Kayser-Straße o. Nr. LageFlur: 1, Flurstück: 756 und 759             |              | um 1900                                                                | 4003 DDB   |

### H
| Bild                     | Bezeichnung                                                         | Lage                                                                   | Beschreibung                            | Bauzeit         | Objekt-Nr. |
| ------------------------ | ------------------------------------------------------------------- | ---------------------------------------------------------------------- | --------------------------------------- | --------------- | ---------- |
| 'Sprudelapotheke'        | 'Sprudelapotheke'                                                   | Hauptstraße 2 LageFlur: 1, Flurstück: 71/1                             |                                         | 1912            | 4005 DDB   |
| weitere Bilder           |                                                                     | Hauptstraße 24 LageFlur: 1, Flurstück: 392                             |                                         | 18. Jahrhundert | 4007 DDB   |
| weitere Bilder           |                                                                     | Hauptstraße 29/31 LageFlur: 1, Flurstück: 501                          |                                         | um 1700         | 4009 DDB   |
| weitere Bilder           |                                                                     | Hauptstraße 36 LageFlur: 1, Flurstück: 385                             |                                         |                 | 4011 DDB   |
| weitere Bilder           |                                                                     | Hauptstraße 40 LageFlur: 1, Flurstück: 383                             |                                         |                 | 4013 DDB   |
| weitere Bilder           |                                                                     | Hauptstraße 46 LageFlur: 1, Flurstück: 382                             |                                         |                 | 4015 DDB   |
| weitere Bilder           |                                                                     | Hauptstraße 52 LageFlur: 1, Flurstück: 336/3                           |                                         |                 | 4017 DDB   |
| weitere Bilder           | 'Deutsches Haus'                                                    | Hauptstraße 56 LageFlur: 1, Flurstück: 233/1                           |                                         |                 | 4019 DDB   |
| weitere Bilder           |                                                                     | Hauptstraße 76 LageFlur: 1, Flurstück: 244                             |                                         |                 | 4021 DDB   |
| weitere Bilder           | Hintergebäude                                                       | Hauptstraße 77 LageFlur: 1, Flurstück: 181                             |                                         |                 | 4022 DDB   |
| weitere Bilder           |                                                                     | Hauptstraße 78 LageFlur: 1, Flurstück: 245                             |                                         |                 | 4024 DDB   |
| weitere Bilder           |                                                                     | Hauptstraße 93 und 95 LageFlur: 8, Flurstück: 249 und 248              |                                         |                 | 4026 DDB   |
| weitere Bilder           |                                                                     | Höhenweg 9 LageFlur: 1, Flurstück: 603                                 |                                         | 1923            | 4030 DDB   |
| weitere Bilder           |                                                                     | Höhenweg 17 LageFlur: 1, Flurstück: 607                                |                                         | 1911            | 4032 DDB   |
| weitere Bilder           |                                                                     | Höhenweg 18 LageFlur: 1, Flurstück: 616                                |                                         | 1911            | 4034 DDB   |
| weitere Bilder           |                                                                     | Höhenweg 21 LageFlur: 1, Flurstück: 609/1                              |                                         | 1913            | 4036 DDB   |
| weitere Bilder           |                                                                     | Höhenweg 23 LageFlur: 1, Flurstück: 610                                |                                         | 1912            | 4037 DDB   |
| weitere Bilder           | Parkanlage und Gedenkstätte auf dem ehem. Löffler’schen Weinberg    | Höhenweg o. Nr. LageFlur: 1, Flurstück: 585/1 und 586                  |                                         | 1933            | 4039 DDB   |
| weitere Bilder           | Christlicher und jüdischer Friedhof, Friedhofswärterhaus mit Remise | Homburger Straße 68, 76 und 82 LageFlur: 10, Flurstück: 8, 15/1 und 10 | Eröffnung 1902, Bestattungen bis heute. |                 | 4043 DDB   |
| Alter Jüdischer Friedhof | Alter Jüdischer Friedhof                                            | Homburger Straße o. Nr. LageFlur: 10, Flurstück: 174                   | Bestattungen von 1866 bis 1924          |                 | 4041 DDB   |
| weitere Bilder           |                                                                     | Hügelstraße 5 LageFlur: 14, Flurstück: 103/7                           |                                         |                 | 4045 DDB   |

### J
| Bild                            | Bezeichnung                                    | Lage                                               | Beschreibung | Bauzeit | Objekt-Nr. |
| ------------------------------- | ---------------------------------------------- | -------------------------------------------------- | ------------ | ------- | ---------- |
| Weinberghaus                    | Weinberghaus                                   | Johannisberg 12 LageFlur: 1, Flurstück: 614/1      |              |         | 4047 DDB   |
| Restaurant auf dem Johannisberg | Restaurant auf dem Johannisberg                | Johannisberg 14 LageFlur: 8, Flurstück: 3          |              |         | 4049 DDB   |
| weitere Bilder                  | Ehem. Kirche auf dem Johannisberg              | Johannisberg 16 LageFlur: 8, Flurstück: 4          |              |         | 4051 DDB   |
| weitere Bilder                  | Römischer Wachturm auf dem Johannisberg        | Johannisberg o. Nr. LageFlur: 8, Flurstück: 5      |              |         | 4053 DDB   |
| weitere Bilder                  | Ehem. Gebäude der Allgemeinen Ortskrankenkasse | Johannisstraße 1 LageFlur: 1, Flurstück: 37        |              |         | 4055 DDB   |
| weitere Bilder                  | Einfriedung des ehem. Gefängnishofes           | Johannisstraße 3 LageFlur: 1, Flurstück: 35 und 36 |              |         | 4057 DDB   |
| weitere Bilder                  | Feuerwehrgerätehaus                            | Johannisstraße 5 LageFlur: 1, Flurstück: 34        |              |         | 4059 DDB   |

### K
| Bild                 | Bezeichnung          | Lage                                         | Beschreibung | Bauzeit | Objekt-Nr. |
| -------------------- | -------------------- | -------------------------------------------- | ------------ | ------- | ---------- |
| weitere Bilder       | Synagoge             | Karlstraße 34 LageFlur: 10, Flurstück: 356/1 |              |         | 4061 DDB   |
| weitere Bilder       | Sachgesamtheit       | Kurpark Lage                                 |              |         | 4063 DDB   |
| weitere Bilder       |                      | Kurstraße 9 LageFlur: 2, Flurstück: 36/3     |              |         | 4065 DDB   |
|                      |                      | Kurstraße 14 LageFlur: 10, Flurstück: 382    |              |         | 4067 DDB   |
| weitere Bilder       |                      | Kurstraße 15 LageFlur: 2, Flurstück: 58/2    |              |         | 4069 DDB   |
|                      |                      | Kurstraße 18 LageFlur: 10, Flurstück: 384/1  |              |         | 4071 DDB   |
|                      |                      | Kurstraße 24 LageFlur: 10, Flurstück: 388/8  |              |         | 4073 DDB   |
| Ehem. Salinengebäude | Ehem. Salinengebäude | Kurstraße 27 LageFlur: 10, Flurstück: 371/1  |              |         | 4075 DDB   |
| Ehem. Salinengebäude | Ehem. Salinengebäude | Kurstraße 29 LageFlur: 10, Flurstück: 370/4  |              |         | 4077 DDB   |
|                      |                      | Kurstraße 33 LageFlur: 10, Flurstück: 261/1  |              |         | 4079 DDB   |

### L
| Bild            | Bezeichnung | Lage                                                                                                   | Beschreibung | Bauzeit | Objekt-Nr. |
| --------------- | --- | --- | ------------ | ------- | ---------- |
| weitere Bilder  | | Lessingstraße 3 LageFlur: 2, Flurstück: 179                                                            |              |         | 4081 DDB   |
| weitere Bilder  | | Lessingstraße 11 LageFlur: 2, Flurstück: 332                                                           |              |         | 4083 DDB   |
| weitere Bilder  | | Lindenstraße 1 LageFlur: 2, Flurstück: 161                                                             |              |         | 4087 DDB   |
| weitere Bilder  | | Lindenstraße 9 LageFlur: 2, Flurstück: 164                                                             |              |         | 4088 DDB   |
| weitere Bilder  | | Lindenstraße 11 LageFlur: 2, Flurstück: 165                                                            |              |         | 4090 DDB   |
| alte Usa-Brücke | alte Usa-Brücke                                                                                                | Lindenstraße o. Nr. LageFlur: 2, Flurstück: 380/1                                                      |              |         | 4085 DDB   |
| weitere Bilder  | Ev. Dankeskirche                                                                                               | Ludwigsplatz 1 LageFlur: 2, Flurstück: 34                                                              |              |         | 4092 DDB   |
| weitere Bilder  | | Ludwigstraße 3 LageFlur: 2, Flurstück: 171/1                                                           |              |         | 4094 DDB   |
| weitere Bilder  | | Ludwigstraße 5 LageFlur: 2, Flurstück: 172/1                                                           |              |         | 4096 DDB   |
| weitere Bilder  | Hotel 'Bristol'                                                                                                | Ludwigstraße 19 LageFlur: 2, Flurstück: 213                                                            |              |         | 4098 DDB   |
| weitere Bilder  | Sprudelhof: Verwaltungsgebäude, Badehäuser, Großer Sprudel, Friedrich-Wilhelm-Sprudel und Ernst Ludwig-Sprudel | Ludwigstraße 20 und 22, Sprudelhof 2-7 LageFlur: 2, Flurstück: 22, 21, 16/1, 15, 14, 13, 12, 11 und 10 |              |         | 4100 DDB   |
| weitere Bilder  | 'Konitzky-Stift'                                                                                               | Ludwigstraße 41 LageFlur: 6, Flurstück: 202, 202/3 und 202/4                                           |              |         | 4102 DDB   |
| weitere Bilder  | | Luisenstraße 10 LageFlur: 2, Flurstück: 150/5                                                          |              |         | 4104 DDB   |

### M
| Bild                 | Bezeichnung          | Lage                                         | Beschreibung | Bauzeit | Objekt-Nr. |
| -------------------- | -------------------- | -------------------------------------------- | ------------ | ------- | ---------- |
| weitere Bilder       | Altes Rathaus        | Marktplatz 2 LageFlur: 1, Flurstück: 329     |              |         | 4106 DDB   |
|                      |                      | Marktplatz 7 LageFlur: 1, Flurstück: 327/1   |              |         | 4108 DDB   |
| weitere Bilder       |                      | Marktplatz 9 LageFlur: 1, Flurstück: 328/1   |              |         | 4110 DDB   |
|                      |                      | Mittelstraße 7 LageFlur: 1, Flurstück: 263/1 |              |         | 4112 DDB   |
| weitere Bilder       | Ernst-Ludwig-Schule  | Mittelstraße 30 LageFlur: 10, Flurstück: 334 |              |         | 4114 DDB   |
|                      |                      | Mondorfstraße 3 LageFlur: 1, Flurstück: 575  |              |         | 4116 DDB   |
| Ehem. Weinbergkeller | Ehem. Weinbergkeller | Mondorfstraße 6 LageFlur: 1, Flurstück: 579  |              |         | 4118 DDB   |

### N
| Bild            | Bezeichnung                                  | Lage                                                                    | Beschreibung | Bauzeit | Objekt-Nr. |
| --------------- | -------------------------------------------- | ----------------------------------------------------------------------- | ------------ | ------- | ---------- |
| weitere Bilder  | Kurhaus                                      | Nördlicher Park 12 LageFlur: 7, Flurstück: 59/2                         |              |         | 4122 DDB   |
| weitere Bilder  | Teichhaus                                    | Nördlicher Park 17 LageFlur: 6, Flurstück: 209                          |              |         | 4124 DDB   |
| weitere Bilder  | Gärtnerei 'Am Kaiserberg' mit Parkwärterhaus | Nördlicher Park 20 und 22 LageFlur: 7, Flurstück: 53/1, 54, 55 und 56/1 |              |         | 4126 DDB   |
| Bild gesucht BW | Parkwartwohnung am Donnersgraben             | Nördlicher Park 23 LageFlur: 7, Flurstück: 12                           |              |         | 4128 DDB   |

### O
| Bild | Bezeichnung | Lage                                            | Beschreibung | Bauzeit | Objekt-Nr. |
| ---- | ----------- | ----------------------------------------------- | ------------ | ------- | ---------- |
|      |             | Otto-Weiß-Straße 2 LageFlur: 10, Flurstück: 262 |              |         | 4120 DDB   |

### P
| Bild            | Bezeichnung                     | Lage                                                  | Beschreibung | Bauzeit | Objekt-Nr. |
| --------------- | ------------------------------- | ----------------------------------------------------- | ------------ | ------- | ---------- |
| weitere Bilder  | Kerckhoff-Institut              | Parkstraße 1 LageFlur: 2, Flurstück: 8/6, 8/7 und 8/8 |              |         | 4134 DDB   |
| Bild gesucht BW | Ladenpavillons der Tennisanlage | Parkstraße 3 LageFlur: 2, Flurstück: 7/4              |              |         | 4136 DDB   |
| weitere Bilder  |                                 | Parkstraße 4 LageFlur: 2, Flurstück: 42               |              |         | 4138 DDB   |
| weitere Bilder  |                                 | Parkstraße 32 LageFlur: 1, Flurstück: 548             |              |         | 4140 DDB   |
| weitere Bilder  |                                 | Parkstraße 40 LageFlur: 1, Flurstück: 4               |              |         | 4142 DDB   |
| Usa-Brücke      | Usa-Brücke                      | Parkstraße o. Nr. LageFlur: 2, Flurstück: 371/1       |              |         | 4130 DDB   |
| Beneke-Brunnen  | Beneke-Brunnen                  | Parkstraße o. Nr. LageFlur: 2, Flurstück: 7/3 und 8/8 |              |         | 4132 DDB   |

### R
| Bild           | Bezeichnung                               | Lage                                                    | Beschreibung | Bauzeit | Objekt-Nr. |
| -------------- | ----------------------------------------- | ------------------------------------------------------- | ------------ | ------- | ---------- |
| weitere Bilder | Ehem. Lutherische, heute Russische Kirche | Reinhardstraße 14 LageFlur: 1, Flurstück: 506           |              |         | 4144 DDB   |
| weitere Bilder |                                           | Reinhardstraße 15 LageFlur: 1, Flurstück: 508/1 und 511 |              |         | 4146 DDB   |
| weitere Bilder |                                           | Reinhardstraße 16 LageFlur: 1, Flurstück: 505           |              |         | 4148 DDB   |
| weitere Bilder |                                           | Reinhardstraße 18 LageFlur: 1, Flurstück: 504           |              |         | 4150 DDB   |
| weitere Bilder |                                           | Rittershausstraße 1 LageFlur: 1, Flurstück: 229         |              |         | 4152 DDB   |
| weitere Bilder |                                           | Rittershausstraße 8 LageFlur: 2, Flurstück: 266         |              |         | 4154 DDB   |
| weitere Bilder |                                           | Ritterstraße 5 LageFlur: 1, Flurstück: 515              |              |         | 4156 DDB   |
| weitere Bilder | 'Waldhaus'                                | Rosbacher Straße 20 LageFlur: 9, Flurstück: 657/1       |              |         | 4158 DDB   |
| Ehem. Forstamt | Ehem. Forstamt                            | Rosbacher Straße 21 LageFlur: 16, Flurstück: 19/3       |              |         | 4160 DDB   |

### S
| Bild            | Bezeichnung                    | Lage                                                           | Beschreibung                    | Bauzeit | Objekt-Nr. |
| --------------- | ------------------------------ | -------------------------------------------------------------- | ------------------------------- | ------- | ---------- |
| weitere Bilder  | Marktlaube                     | Schnurstraße 1 LageFlur: 1, Flurstück: 28                      |                                 | 1900    | 3945 DDB   |
| Bild gesucht BW |                                | Schnurstraße 12 LageFlur: 1, Flurstück: 87                     | Wirtschaftssaal (Hintergebäude) |         | 4162 DDB   |
| weitere Bilder  |                                | Schulstraße 7 LageFlur: 1, Flurstück: 451                      |                                 |         | 4164 DDB   |
| weitere Bilder  |                                | Schulstraße 8 LageFlur: 1, Flurstück: 498                      |                                 |         | 4166 DDB   |
| weitere Bilder  |                                | Schulstraße 10 LageFlur: 1, Flurstück: 497                     |                                 |         | 4168 DDB   |
| weitere Bilder  | Solgraben und Solbecken        | Solgraben und Solbecken LageFlur: 10, Flurstück: 615/2 und 613 |                                 |         | 4170 DDB   |
| weitere Bilder  | Ehem. Balneologisches Institut | Sprudelhof 11 LageFlur: 2, Flurstück: 16/2                     |                                 |         | 4172 DDB   |
| weitere Bilder  | Waitzscher Turm                | Sprudelhof o. Nr. LageFlur: 2, Flurstück: 19                   |                                 |         | 4174 DDB   |
| weitere Bilder  |                                | Stresemannstraße 4 LageFlur: 2, Flurstück: 55                  |                                 |         | 4176 DDB   |
| weitere Bilder  |                                | Stresemannstraße 24 LageFlur: 1, Flurstück: 458/1              |                                 |         | 4178 DDB   |
| weitere Bilder  |                                | Stresemannstraße 34/36 LageFlur: 1, Flurstück: 532 und 531     |                                 |         | 4180 DDB   |

### T
| Bild           | Bezeichnung     | Lage                                            | Beschreibung | Bauzeit                                               | Objekt-Nr. |
| -------------- | --------------- | ----------------------------------------------- | ------------ | ----------------------------------------------------- | ---------- |
| weitere Bilder |                 | Terrassenstraße 2 LageFlur: 1, Flurstück: 556/2 |              | 1907                                                  | 4182 DDB   |
| weitere Bilder |                 | Terrassenstraße 4 LageFlur: 1, Flurstück: 556/2 |              | 1887 (Kern) / 1905 (Erweiterung, Aufstockung)         | 4184 DDB   |
| weitere Bilder |                 | Terrassenstraße 8 LageFlur: 1, Flurstück: 730   |              | 1888 (Kern) / 1907 (Umgestaltung, Aufstockung, Anbau) | 4186 DDB   |
| weitere Bilder | Hotel Grünewald | Terrassenstraße 10 LageFlur: 1, Flurstück: 731  |              | 1880er Jahre                                          | 4188 DDB   |

### W
| Bild           | Bezeichnung                                          | Lage                                                                    | Beschreibung | Bauzeit | Objekt-Nr. |
| -------------- | ---------------------------------------------------- | ----------------------------------------------------------------------- | ------------ | ------- | ---------- |
| weitere Bilder |                                                      | Weinbergstraße 10 LageFlur: 1, Flurstück: 176                           |              |         | 4190 DDB   |
| weitere Bilder | Ehem. Schule                                         | Wilhelmstraße 5 LageFlur: 1, Flurstück: 369                             |              |         | 4192 DDB   |
| weitere Bilder |                                                      | Wilhelmstraße 7 LageFlur: 1, Flurstück: 370                             |              |         | 4194 DDB   |
| weitere Bilder | Ehem. Reformierte Wilhelmskirche, heute Gemeindehaus | Wilhelmstraße 12 LageFlur: 1, Flurstück: 401                            |              |         | 4196 DDB   |
| weitere Bilder |                                                      | Wilhelmstraße 17 LageFlur: 1, Flurstück: 377                            |              |         | 4198 DDB   |
| weitere Bilder |                                                      | Wilhelmstraße 26 und Ernst-Ludwig-Ring 39 LageFlur: 1, Flurstück: 359/1 |              |         | 4200 DDB   |
|                |                                                      | William-Kerckhoff-Straße 4/6 LageFlur: 2, Flurstück: 296 und 297/1      |              |         | 4202 DDB   |

### Z
| Bild           | Bezeichnung                         | Lage                                                 | Beschreibung | Bauzeit      | Objekt-Nr. |
| -------------- | ----------------------------------- | ---------------------------------------------------- | ------------ | ------------ | ---------- |
| weitere Bilder | Ehem. Inhalatorium                  | Zanderstraße 3 LageFlur: 2, Flurstück: 91            |              | 1901/1902    | 4204 DDB   |
| weitere Bilder | St. Bonifatius-Kirche und Pfarrhaus | Zanderstraße 12 LageFlur: 10, Flurstück: 395 und 396 |              | 1904/1905    | 4206 DDB   |
| weitere Bilder | Pumpwerk                            | Zanderstraße 34 LageFlur: 10, Flurstück: 428/1       |              | 1910er Jahre | 4208 DDB   |

## Nieder-Mörlen
| Bild                       | Bezeichnung                                                               | Lage                                                                       | Beschreibung              | Bauzeit | Objekt-Nr. |
| -------------------------- | ------------------------------------------------------------------------- | -------------------------------------------------------------------------- | ------------------------- | ------- | ---------- |
| Gesamtanlage Nieder-Mörlen | Gesamtanlage Nieder-Mörlen                                                | Lage                                                                       | Nieder-Mörler Straße 2-46 |         | 4215       |
| Waage                      | Waage                                                                     | Frankfurter Straße 265 LageFlur: 1, Flurstück: 105/1                       |                           |         | 4217 DDB   |
| Ehem. Schule               | Ehem. Schule                                                              | Fußgasse 46 Lage                                                           |                           |         | 4219 DDB   |
| Nieder-Mörlen              | Nieder-Mörlen                                                             | Gesamtanlage Lage                                                          |                           |         | 4215 DDB   |
| Fachwerkscheune            | Fachwerkscheune                                                           | Nieder-Mörler Straße 2 LageFlur: 1, Flurstück: 72                          |                           |         | 4221 DDB   |
| weitere Bilder             |                                                                           | Nieder-Mörler Straße 11 LageFlur: 1, Flurstück: 170                        |                           |         | 4223 DDB   |
| weitere Bilder             |                                                                           | Nieder-Mörler Straße 24 LageFlur: 1, Flurstück: 49/1                       |                           |         | 4225 DDB   |
| weitere Bilder             | Hoftor                                                                    | Nieder-Mörler Straße 34 LageFlur: 1, Flurstück: 39/4                       |                           |         | 4227 DDB   |
| Ehem. Pfarrhaus            | Ehem. Pfarrhaus                                                           | Nieder-Mörler Straße 53 LageFlur: 1, Flurstück: 227/1                      |                           |         | 4229 DDB   |
| weitere Bilder             | Katholische Pfarrkirche Maria Himmelfahrt                                 | Nieder-Mörler Straße 60 LageFlur: 1, Flurstück: 14/2                       |                           | 1733    | 4231 DDB   |
| Bild gesucht BW            | Gewölbekeller, Teil des ehem. Hofes des Deutschen Ordens in Nieder-Mörlen | Nieder-Mörler Straße 69 LageFlur: 1, Flurstück: 270/1                      |                           |         | 4233 DDB   |
| Ofenplatte                 | Ofenplatte                                                                | Raiffeisenstraße 4 LageFlur: 1, Flurstück: 237/1                           |                           |         | 4235 DDB   |
| weitere Bilder             | Dammdurchlass                                                             | Säckelgraben LageFlur: 9, Flurstück: 225                                   |                           |         | 952424 DDB |
| Hartmannkreuz              | Hartmannkreuz                                                             | Frankfurter Straße vor Nr. 213 LageFlur: 5, Flurstück: 115/1               |                           |         | 4237 DDB   |
| Wegekreuz                  | Wegekreuz                                                                 | Am Erlensteg LageFlur: 1, Flurstück: 644/14                                |                           |         | 4237 DDB   |
| Wegekreuz                  | Wegekreuz                                                                 | Friedhofstraße, neben Frankfurter Straße 287 LageFlur: 1, Flurstück: 669/1 |                           |         | 4237 DDB   |
| Steinernes Kreuz           | Steinernes Kreuz                                                          | Dürerstraße vor Nr. 2 LageFlur: 5, Flurstück: 220/10                       |                           |         | 4237 DDB   |
| Wegekreuz                  | Wegekreuz                                                                 | Raiffeisenstraße LageFlur: 10, Flurstück: 256                              |                           |         | 4237 DDB   |
| Wegekreuz                  | Wegekreuz                                                                 | Am Obertor LageFlur: 1, Flurstück: 514                                     |                           |         | 4237 DDB   |

## Rödgen
| Bild                   | Bezeichnung        | Lage                                                 | Beschreibung | Bauzeit | Objekt-Nr. |
| ---------------------- | ------------------ | ---------------------------------------------------- | ------------ | ------- | ---------- |
| Bild gesucht BW        | Rödgen             | Gesamtanlage Lage                                    |              |         | 4241 DDB   |
| Nebenstraße 2 (Rödgen) |                    | Nebenstraße 2 LageFlur: 1, Flurstück: 193            |              |         | 4243 DDB   |
| weitere Bilder         | Ehem. Gemeindehaus | Rathausstraße 8 LageFlur: 1, Flurstück: 154/3        |              |         | 4245 DDB   |
| weitere Bilder         | Wetterbrücke       | Rathausstraße o. Nr. LageFlur: 1, Flurstück: 606/5   |              |         | 4247 DDB   |
| Bild gesucht BW        | Ehem. Holzmühle    | Rödger Hauptstraße 54 LageFlur: 1, Flurstück: 238/12 |              |         | 4249 DDB   |

## Schwalheim
| Bild                        | Bezeichnung                                  | Lage                                                            | Beschreibung | Bauzeit | Objekt-Nr. |
| --------------------------- | -------------------------------------------- | --------------------------------------------------------------- | ------------ | ------- | ---------- |
| weitere Bilder              | Pumpwerk für die Nauheimer Saline            | Außenliegend LageFlur: 1, 7, Flurstück: Flur 1: 199/2 und 199/3 |              |         | 4272 DDB   |
| weitere Bilder              | Gewanneküppel                                | Außenliegend LageFlur: 1, Flurstück: 388/15                     |              |         | 4274 DDB   |
| Brunnenhaus der Löwenquelle | Schwalheimer Sauerbrunnen' und 'Löwenquelle' | Außenliegend LageFlur: 2, Flurstück: 489/2 und 489/4            |              |         | 4276 DDB   |
| weitere Bilder              |                                              | Bergstraße 15 LageFlur: 1, Flurstück: 76/1                      |              |         | 4256 DDB   |
| weitere Bilder              |                                              | Brunnenstraße 39 LageFlur: 1, Flurstück: 109/1                  |              |         | 4258 DDB   |
| Schwalheim                  | Schwalheim                                   | Gesamtanlage Lage                                               |              |         | 4254 DDB   |
|                             |                                              | Schwalheimer Hauptstraße 14 LageFlur: 1, Flurstück: 151/1       |              |         | 4260 DDB   |
|                             |                                              | Schwalheimer Hauptstraße 36 LageFlur: 1, Flurstück: 178/1       |              |         | 4262 DDB   |
| weitere Bilder              |                                              | Schwalheimer Hauptstraße 40 LageFlur: 1, Flurstück: 185/1       |              |         | 4264 DDB   |
| weitere Bilder              | Evangelische Kirche                          | Schwalheimer Hauptstraße 41 LageFlur: 1, Flurstück: 2/1         |              |         | 4266 DDB   |
| weitere Bilder              | Hofportal                                    | Schwalheimer Hauptstraße 55 LageFlur: 1, Flurstück: 63/1        |              |         | 4268 DDB   |
|                             |                                              | Schwalheimer Hauptstraße 62 LageFlur: 1, Flurstück: 210/1       |              |         | 4270 DDB   |

## Steinfurth
| Bild                                              | Bezeichnung                                                           | Lage                                                       | Beschreibung   | Bauzeit | Objekt-Nr. |
| ------------------------------------------------- | --------------------------------------------------------------------- | ---------------------------------------------------------- | -------------- | ------- | ---------- |
| weitere Bilder                                    | Rosenmuseum, ehemals auch Rathaus                                     | Alte Schulstraße 1 LageFlur: 1, Flurstück: 295/4           |                |         | 4281 DDB   |
| Wetterbrücke                                      | Wetterbrücke                                                          | Außenliegend LageFlur: 1, Flurstück: 498                   |                |         | 4312 DDB   |
| Jüdischer Friedhof                                | Jüdischer Friedhof                                                    | Außenliegend LageFlur: 5, Flurstück: 109                   |                |         | 4314 DDB   |
| Wasserbehälter am Kastanienberg mit Aussichtsturm | Wasserbehälter am Kastanienberg mit Aussichtsturm                     | Außenliegend LageFlur: 5, Flurstück: 69                    |                |         | 4315 DDB   |
| Rosensaal                                         | Rosensaal                                                             | Bad Nauheimer Straße 11 Lage                               |                |         | 4283 DDB   |
| Bahnhofsgebäude                                   | Bahnhofsgebäude                                                       | Bad Nauheimer Straße 19 LageFlur: 5, Flurstück: 181/4      |                |         | 952673 DDB |
| Steinfurth                                        | Steinfurth                                                            | Gesamtanlage Lage                                          |                |         | 4279 DDB   |
|                                                   |                                                                       | Hintergasse 12 LageFlur: 1, Flurstück: 343                 |                |         | 4284 DDB   |
| weitere Bilder                                    | Schmiede                                                              | Hintergasse 49 LageFlur: 1, Flurstück: 315/1               |                |         | 4286 DDB   |
| Bild gesucht BW                                   | Gewölbekeller                                                         | Kellereigasse 16 LageFlur: 1, Flurstück: 67/2              |                |         | 4288 DDB   |
|                                                   |                                                                       | Oberpforte 2 LageFlur: 1, Flurstück: 347                   |                |         | 4292 DDB   |
|                                                   |                                                                       | Oberpforte 4 LageFlur: 1, Flurstück: 346/1                 |                |         | 4294 DDB   |
| weitere Bilder                                    | Ehem. 'Unterer Pachthof' der Freiherren von Löw zu Steinfurth         | Steinfurther Hauptstraße 7-9 LageFlur: 1, Flurstück: 195/1 |                |         | 4296 DDB   |
|                                                   |                                                                       | Steinfurther Hauptstraße 17 LageFlur: 1, Flurstück: 252    |                |         | 4298 DDB   |
|                                                   |                                                                       | Steinfurther Hauptstraße 18 LageFlur: 1, Flurstück: 123    | Tagelöhnerhaus |         | 4300 DDB   |
| weitere Bilder                                    | Scheune des 'Oberen Pachthofes’ der Freiherren von Löw zu Steinfurth. | Steinfurther Hauptstraße 27 LageFlur: 1, Flurstück: 258/8  |                |         | 4302 DDB   |
| Bild gesucht BW                                   | herrschaftliche Wirtschaftseinrichtungen                              | Steinfurther Hauptstraße 30 LageFlur: 1, Flurstück: 113/8  |                |         | 4304 DDB   |
| weitere Bilder                                    | Schloß der Freiherren von Löw zu Steinfurth                           | Steinfurther Hauptstraße 36 LageFlur: 1, Flurstück: 112    |                |         | 4306 DDB   |
| weitere Bilder                                    | Ev. Pfarrkirche, auf dem Kirchhof Grabmäler, Bruchsteinmauer          | Steinfurther Hauptstraße 40 LageFlur: 1, Flurstück: 107/3  |                |         | 4308 DDB   |
| Pfarrhof mit Scheune und Pfarrgarten              | Pfarrhof mit Scheune und Pfarrgarten                                  | Steinfurther Hauptstraße 42 LageFlur: 1, Flurstück: 103    |                |         | 4310 DDB   |

## Wisselsheim
| Bild            | Bezeichnung                               | Lage                                              | Beschreibung | Bauzeit | Objekt-Nr. |
| --------------- | ----------------------------------------- | ------------------------------------------------- | ------------ | ------- | ---------- |
| Bild gesucht BW | Wisselheim                                | Gesamtanlage Lage                                 |              |         | 4318 DDB   |
| weitere Bilder  | Ev. Kirche mit umgebender Bruchsteinmauer | Im Kirchfeld o. Nr. LageFlur: 1, Flurstück: 106/4 |              |         | 4321 DDB   |
| weitere Bilder  | Leichenhaus                               | Im Kirchfeld o. Nr. LageFlur: 1, Flurstück: 106/5 |              |         | 4323 DDB   |
| weitere Bilder  | Kastanienhof                              | Melbacher Weg 2 LageFlur: 1, Flurstück: 56 und 57 |              |         | 4325 DDB   |
| weitere Bilder  | Spritzenhaus                              | Melbacher Weg 13 LageFlur: 1, Flurstück: 107/7    |              |         | 4327 DDB   |
| weitere Bilder  | Wohnhaus des Wisselsheimer Hofgutes       | Weihergasse 4 LageFlur: 1, Flurstück: 22/3        |              |         | 4329 DDB   |

## Ehemalige Kulturdenkmäler
Rödgen
| Bild            | Bezeichnung  | Lage                                    | Beschreibung | Bauzeit | Objekt-Nr. |
| --------------- | ------------ | --------------------------------------- | ------------ | ------- | ---------- |
| Bild gesucht BW | Schützensaal | Grasweg 6 LageFlur: 1, Flurstück: 748/5 | abgerissen   |         |            |

Steinfurth
| Bild            | Bezeichnung                     | Lage                                          | Beschreibung | Bauzeit | Objekt-Nr. |
| --------------- | ------------------------------- | --------------------------------------------- | ------------ | ------- | ---------- |
| Bild gesucht BW | Fachwerkwohngebäude, abgerissen | Kellereigasse 22 LageFlur: 1, Flurstück: 79/1 |              |         |            |